# Санация
Санация (на полски: Sanacja; от латински: sanatio – „възстановяване, оздравяване“) е името на политическо движение, възникнало във връзка с провъзгласяването от Йозеф Пилсудски на лозунга „морална санация“ на обществения живот в Полша, издигнат по време на подготовката и по време на държавния преврат през май 1926 г. По време на управлението парламентът играе незначителна роля, а политическата опозиция е потисната.
Основата на движението се състои от бивши военни офицери, които имат за цел да премахнат корупцията в полската политика. Санация е коалиция от различни политически сили с акцент върху елиминирането на корупцията и намаляването на инфлацията.
Основната политическа организация на организацията е „Безпартийният блок за сътрудничество с правителството“ (1928 – 1935 г.) (на полски: Bezpartyjny Blok Współpracy z Rządem), от 1937 г. – „Лагер на националното единство“.
През август 1926 г. в Конституцията от 1921 г. са внесени съществени изменения. Президентът получава право предсрочно да разпуска Сейма и Сената и да назначава нови избори, да издава укази, които имат силата на закон, до утвърждаването или отхвърлянето им от парламента. Сеймът започва да работи на сесийна, а не на постоянна основа. Само президентът има право да открива и закрива заседанията му. Въведена е предварителна цензура на пресата.
Санация установява авторитарно управление, воюва срещу комунизма, прокламира тезите за криза на демокрацията, необходимост от силна власт и елиминиране на опозиционните партии. Като цяло режимът на Пилсудски е дясноцентристки, с консервативно-патерналистичен характер.
Примери за борбата с опозицията са: създаване на концентрационния лагер в Берьозе-Картузски, Бресткия процес, обявяването извън закона на „Лагер на Великополша“ и Национално-радикалния лагер, ограничаването на свободата на пресата и събранията.
През април 1935 г., малко преди смъртта на Пилсудски, Полша приема нова конституция, която включва основните принципи на Санация: силно централизирана държава с президентска система на управление. Скоро след смъртта на Пилсудски движението е изправено пред редица вътрешни проблеми и разногласия: в крайна сметка то се разделя на три отделни направления:
- Лява санация (на полски: Lewica sanacyjna), с лидер Валери Славек, която се стреми към споразумение с опозицията;
- Групата „Замък“ (на полски: Zamek), сформиран около президента Игнаци Мошчицки (който живее във Варшавския замък, откъдето идва и името ѝ) – центристи;
- Дясна санация (на полски: Prawica sanacyjna), групирана около Едвард Ридз-Шмигли в съюз с Лагер на националното единство – националисти.

Първото от тези направления скоро губи своята значимост, а другите две продължават да се борят за влияние до началото на войната.
На 17 март 1938 г. Полша, с подкрепата на Германия, връчва ултиматум на Литва с искане да признае Виленския регион, окупиран от Литва през 1920 г., като неразделна част от полската държава. В противен случай Полша заплашва да окупира страната. Полските войски започват да обстрелват територията на Литва. На 19 март 1938 г. литовското правителство приема искането на Полша да отвори границите. Установени са дипломатически отношения между Литва и Полша.
Втората световна война слага край на правителството на Санация, но нейните лидери запазват значителни връзки в емигрантското правителство и неговите структури в Полша. Идеологията на организацията сега се подкрепя от Конфедерацията на независима Полша.